# Chaplin ve filmovém ateliéru
Chaplin ve filmovém ateliéru (anglicky Behind the Screen) je americký němý film z roku 1916. Snímek režíroval Charlie Chaplin a sám si zahrál i hlavní roli pomocného kulisáka ve filmovém ateliéru. Snímek je v pořadí sedmým Chaplinovým počinem pro společnost Mutual Film.

## Děj
David je pravou rukou kulisáka Goliáše ve filmovém ateliéru, ale ve skutečnosti musí veškerou práci zvládat sám a ještě svému línému šéfovi posluhovat. Při spěšné přípravě scény se Davidovi několikrát podaří porazit stativ kamery připravené k filmování, čímž přivádí kameramana k záchvatu zuřivosti. 
Po mnoha peripetiích je scéna konečně přichystána a je čas na svačinu. Zatímco Goliáš spořádá obrovské množství koláčů, tak na Davida zbyl jen suchý chleba. Podaří se mu alespoň nenápadně ukusovat z pečínky, na které si pochutnává vedle sedící herec.
Po svačině chce režisér začít s filmováním, ale komparzisti jsou unaveni a podřimují na lavicích. Když je režisér neurvale probudí, tak všichni odejdou a vyhlásí stávku. David ani Goliáš se ke stávce nepřidají, za což jsou režisérem pochváleni, ale opět na sebe všechny zásluhy bere Goliáš a Davida odsune do pozadí. K jejich týmu se připojí i mladá dívka, která čekala na konkurs a využila příležitosti a převlékla se do mužských šatů, které na scéně zbyly po jednom ze stávkujících.
David je pověřen, aby obsluhoval propadliště na jevišti. Na výstřel z pistole ho má za pomocí páky otevřít. Ovšem pistole selže, což vede k sérii nedorozumění, po které v propadlišti skončí Goliáš, herci i samotný režisér. David se mezitím sblíží s novým pomocníkem, ve kterém pozná půvabnou dívku. Goliáš nevěřícně zírá, jak se dva jeho pomocníci líbají a posměšným tancem dá jasně najevo, co si o tom myslí.
Na řadu přichází natáčení komické dortové bitvy. Oba herci, kteří v ní účinkují, jsou však velmi nepřesvědčiví a nedokáží se trefit dortem do obličeje protivníka. Režisér tedy pověří Davida s Goliášem, aby odehráli výstup místo nich. Goliáš má uhýbat a David má být zasažen dortem. Ve skutečnosti však vše dopadne naopak, David má skvělou mušku a dokáže se obratně vyhýbat, a tak je po chvíli Goliáš celý od šlehačky. To ho pochopitelně rozčílí a hraná dortová bitva přeroste v bitvu opravdovou, která naruší i vedle probíhající natáčení historického filmu.
Stávkující komparzisté mezitím chystají pomstu, přivalí soudky s dynamitem a chtějí studio vyhodit do povětří. Dívka se jim v tom snaží zabránit, ale jeden soudek s dynamitem se zakutálí do odkrytého propadliště. Do propadliště spadne i šlehačkou zaslepený Goliáš. Dojde k výbuchu a na pozadí zničeného studia se u hromady trosek David s dívkou vášnivě líbají.

## Herecké obsazení
| Charlie Chaplin  | David, pomocník hlavního kulisáka |
| Eric Campbell    | Goliáš, hlavní kulisák            |
| Edna Purviance   | dívka                             |
| Albert Austin    | řadič scén                        |
| Lloyd Bacon      | režisér komedií                   |
| Henry Bergman    | režisér historických filmů        |
| Charlotte Mineau | herečka                           |
| Leo White        | řadič scén                        |

## Zvuková verze
V roce 1932 zakoupil filmový producent Amedee J. Van Beuren práva na Chaplinovy komedie studia Mutual za cenu 10 000 dolarů za každou z nich. Opatřil je novou hudbou, kterou složili Gene Rodemich a Winston Sharples, dodal zvukové efekty a znovu vydal prostřednictvím společnosti RKO Pictures. Chaplin nemohl žádnými legálními prostředky tomuto vydání zabránit.